# Saúl Craviotto
Saúl Craviotto Rivero (Lérida, 3 novembre 1984) è un canoista spagnolo di origini italiane, vincitore della medaglia d'oro nel K2 500m ai Giochi olimpici di Pechino 2008 in coppia con Carlos Pérez Rial e nel K2 200m a quelli di Rio de Janeiro 2016 in coppia con Cristian Toro.

## Biografia
Fa parte del Corpo di Polizia spagnolo. Nel 2017 ha vinto la seconda edizione della versione spagnola del talent show Celebrity MasterChef.

## Palmarès
- Olimpiadi

Pechino 2008: oro nel K2 500m.
Londra 2012: argento nel K1 200m.
Rio de Janeiro 2016: oro nel K2 200m e bronzo nel K1 200m.
Tokyo 2020: argento nel K4 500m.
Parigi 2024: bronzo nel K4 500m.
- Mondiali

Dartmouth 2009: oro nel K1 4x200m e argento nel K2 200m.
Poznań 2010: oro nel K1 4x200m e argento nel K2 200m.
Seghedino 2011: oro nel K1 4x200m.
Duisburg 2013: bronzo nel K1 200m.
Mosca 2014: bronzo nel K1 200m.
Montemor-o-Velho 2018: argento nel K2 200m e nel K4 500m.
Seghedino 2019: argento nel K4 500m.
- Campionati europei di canoa/kayak sprint

Milano 2008: argento nel K2 500m.
Brandeburgo 2009: oro nel K2 200m.
Trasona 2010: argento nel K2 200m e K2 500m.
Belgrado 2018: oro nel K2 200m e nel K4 500m.
- Giochi del Mediterraneo

Pescara 2009: oro nel K2 500m.
Mersin 2013: oro nel K2 500m e bronzo nel K1 500m.